# Pływanie na Letnich Igrzyskach Olimpijskich 1988 – 200 m stylem motylkowym mężczyzn
200 m stylem motylkowym mężczyzn – jedna z konkurencji pływackich, które odbyły się podczas XXIV Igrzysk Olimpijskich w Seulu. Eliminacje i finały miały miejsce 24 września 1988 roku.
Złoty medal zdobył reprezentant RFN Michael Groß, ustanawiając nowy rekord olimpijski (1:56,94). Srebro wywalczył Duńczyk Benny Nielsen (1:58,24). Na najniższym stopniu stanął Nowozelandczyk Anthony Mosse, który uzyskał czas 1:58,28.

## Rekordy
Przed zawodami rekord świata i rekord olimpijski wyglądały następująco:
| Rekord            | Zawodnik     | Czas    | Miejsce     | Data            |
| ----------------- | ------------ | ------- | ----------- | --------------- |
| Rekord świata     | Michael Groß | 1:56,24 | Hanower     | 28 czerwca 1986 |
| Rekord olimpijski | Jon Sieben   | 1:57,04 | Los Angeles | 3 sierpnia 1984 |

W trakcie zawodów ustanowiono następujące rekordy:
| Data        | Etap konkurencji | Zawodnik     | Czas    | Rekord |
| ----------- | ---------------- | ------------ | ------- | ------ |
| 24 września | finał A          | Michael Groß | 1:56,94 | OR     |

## Wyniki

### Eliminacje
Najszybszych ośmiu zawodników zakwalifikowało się do finału A (Q), a kolejnych ośmiu do finału B (q).
| Miejsce | Wyścig | Zawodnik            | Państwo                              | Czas      | Uwagi |
| ------- | ------ | ------------------- | ------------------------------------ | --------- | ----- |
| 1.      | 6      | Michael Groß        | RFN                                  | 1:58,09   | Q     |
| 2.      | 4      | Anthony Mosse       | Nowa Zelandia                        | 1:58,71   | Q     |
| 3.      | 5      | David Wilson        | Australia                            | 1:59,02   | Q     |
| 4.      | 5      | Benny Nielsen       | Dania                                | 1:59,26   | Q     |
| 5.      | 4      | Jon Kelly           | Kanada                               | 1:59,40   | Q     |
| 6.      | 6      | Melvin Stewart      | Stany Zjednoczone                    | 1:59,78   | Q     |
| 7.      | 4      | Tom Ponting         | Kanada                               | 2:00,08   | Q     |
| 8.      | 6      | Anthony Nesty       | Surinam                              | 2:00,17   | Q     |
| 9.      | 4      | Martin Roberts      | Australia                            | 2:00,32   | q     |
| 10.     | 6      | Mark Dean           | Stany Zjednoczone                    | 2:00,86   | q     |
| 11.     | 6      | Frank Drost         | Holandia                             | 2:00,99   | q     |
| 12.     | 4      | Tim Jones           | Wielka Brytania                      | 2:01,01   | q     |
| 13.     | 5      | Wadim Jaroszczuk    | ZSRR                                 | 2:01,05   | q     |
| 14.     | 6      | Satoshi Takeda      | Japonia                              | 2:01,42   | q     |
| 15.     | 3      | Nick Hodgson        | Wielka Brytania                      | 2:01,44   | q     |
| 16.     | 5      | Christophe Bordeau  | Francja                              | 2:01,70   | q     |
| 17.     | 4      | Rafał Szukała       | Polska                               | 2:01,91   |       |
| 18.     | 5      | Reinhold Leitner    | Austria                              | 2:02,18   |       |
| 19.     | 4      | Hiroshi Miura       | Japonia                              | 2:02,30   |       |
| 20.     | 3      | Ross Anderson       | Nowa Zelandia                        | 2:02,40   |       |
| 21.     | 5      | Martin Herrmann     | RFN                                  | 2:02,61   |       |
| 22.     | 4      | Ondřej Bureš        | Czechosłowacja                       | 2:02,93   |       |
| 23.     | 6      | Jan Larsen          | Dania                                | 2:03,01   |       |
| 24.     | 5      | José Luis Ballester | Hiszpania                            | 2:03,32   |       |
| 25.     | 3      | Jean-Marie Arnould  | Belgia                               | 2:03,76   |       |
| 26.     | 2      | Diogo Madeira       | Portugalia                           | 2:03,79   |       |
| 26.     | 3      | Christer Wallin     | Szwecja                              | 2:03,79   |       |
| 28.     | 3      | Khazan Singh Tokas  | Indie                                | 2:03,95   |       |
| 29.     | 2      | João Santos         | Portugalia                           | 2:04,74   |       |
| 30.     | 3      | Zhan Jiang          | Chiny                                | 2:05,22   |       |
| 31.     | 2      | Ahmed Abdullah      | Egipt                                | 2:05,28   |       |
| 32.     | 2      | Joseph Eric Buhain  | Filipiny                             | 2:05,32   |       |
| 33.     | 3      | Théophile David     | Szwajcaria                           | 2:05,58   |       |
| 34.     | 6      | Eduardo de Poli     | Brazylia                             | 2:06,15   |       |
| 35.     | 2      | Park Yeong-cheol    | Korea Południowa                     | 2:08,57   |       |
| 36.     | 1      | Emanuel Nascimento  | Brazylia                             | 2:09,40   |       |
| 37.     | 2      | Desmond Koh         | Singapur                             | 2:10,86   |       |
| 38.     | 1      | Sultan Al-Otaibi    | Kuwejt                               | 2:12,89   |       |
| 39.     | 1      | William Cleveland   | Wyspy Dziewicze Stanów Zjednoczonych | 2:13,19   |       |
| 40.     | 1      | Kristan Singleton   | Wyspy Dziewicze Stanów Zjednoczonych | 2:19,68   |       |
| 41 !    | 1      | Julian Bolling      | Sri Lanka                            | 9:99,99 ! | DNS   |
| 41 !    | 5      | Matjaž Kozelj       | Jugosławia                           | 9:99,99 ! | DNS   |

### Finały

#### Finał B
| Miejsce | Tor | Zawodnik           | Państwo           | Czas    | Uwagi |
| ------- | --- | ------------------ | ----------------- | ------- | ----- |
| 1.      | 5   | Mark Dean          | Stany Zjednoczone | 2:00,26 |       |
| 2.      | 6   | Tim Jones          | Wielka Brytania   | 2:00,32 |       |
| 3.      | 2   | Wadim Jaroszczuk   | ZSRR              | 2:00,34 |       |
| 4.      | 1   | Nick Hodgson       | Wielka Brytania   | 2:01,09 |       |
| 5.      | 8   | Christophe Bordeau | Francja           | 2:01,46 |       |
| 6.      | 3   | Frank Drost        | Holandia          | 2:01,59 |       |
| 7.      | 7   | Satoshi Takeda     | Japonia           | 2:02,18 |       |
| 8.      | 4   | Martin Roberts     | Australia         | 2:04,28 |       |

#### Finał A
| Miejsce | Tor | Zawodnik       | Państwo           | Czas    | Uwagi |
| ------- | --- | -------------- | ----------------- | ------- | ----- |
| 1 !     | 4   | Michael Groß   | RFN               | 1:56,94 | OR    |
| 2 !     | 6   | Benny Nielsen  | Dania             | 1:58,24 |       |
| 3 !     | 5   | Anthony Mosse  | Nowa Zelandia     | 1:58,28 |       |
| 4.      | 1   | Tom Ponting    | Kanada            | 1:58,91 |       |
| 5.      | 7   | Melvin Stewart | Stany Zjednoczone | 1:59,19 |       |
| 6.      | 3   | David Wilson   | Australia         | 1:59,20 |       |
| 7.      | 2   | Jon Kelly      | Kanada            | 1:59,48 |       |
| 8.      | 8   | Anthony Nesty  | Surinam           | 2:00,80 |       |